# Municipio de Hickman (Arkansas)
El municipio de Hickman (en inglés: Hickman Township) es un municipio ubicado en el condado de Scott en el estado estadounidense de Arkansas. En el año 2010 tenía una población de 5362 habitantes y una densidad poblacional de 32,54 personas por km².

## Geografía
El municipio de Hickman se encuentra ubicado en las coordenadas 34°54′19″N 94°5′18″O / 34.90528, -94.08833. Según la Oficina del Censo de los Estados Unidos, el municipio tiene una superficie total de 164.77 km², de la cual 162,17 km² corresponden a tierra firme y (1,58 %) 2,6 km² es agua.

## Demografía
Según el censo de 2010, había 5362 personas residiendo en el municipio de Hickman. La densidad de población era de 32,54 hab./km². De los 5362 habitantes, el municipio de Hickman estaba compuesto por el 86,33 % blancos, el 0,37 % eran afroamericanos, el 1,03 % eran amerindios, el 3,58 % eran asiáticos, el 6,34 % eran de otras razas y el 2,35 % eran de una mezcla de razas. Del total de la población el 11,69 % eran hispanos o latinos de cualquier raza.